# Primera divisió espanyola de futbol 1951-1952
Resum de l'activitat de la temporada 1951-1952 de la Primera divisió espanyola de futbol.

## Equips participants
| Club                | Ciutat        | Estadi        |
| ------------------- | ------------- | ------------- |
| Atlético Bilbao     | Bilbao        | San Mamés     |
| Atlètic de Madrid   | Madrid        | Metropolitano |
| Atlético Tetuán     | Tetuan        | Varela        |
| FC Barcelona        | Barcelona     | Les Corts     |
| Celta de Vigo       | Vigo          | Balaídos      |
| Deportivo La Coruña | La Corunya    | Riazor        |
| RCD Espanyol        | Barcelona     | Sarrià        |
| UD Las Palmas       | Las Palmas    | Insular       |
| Real Gijón          | Gijón         | El Molinón    |
| Reial Madrid        | Madrid        | Chamartín     |
| Real Santander      | Santander     | El Sardinero  |
| Reial Societat      | Sant Sebastià | Atotxa        |
| Sevilla FC          | Sevilla       | Nervión       |
| València CF         | València      | Mestalla      |
| Reial Valladolid    | Valladolid    | Municipal     |
| Reial Saragossa     | Saragossa     | Torrero       |

## Classificació general
| Pos | Equip               | PJ | PG | PE | PP | GF | GC | DG  | Pts | Classificació o descens         |
| --- | ------------------- | -- | -- | -- | -- | -- | -- | --- | --- | ------------------------------- |
| 1   | FC Barcelona (C)    | 30 | 19 | 5  | 6  | 92 | 43 | +49 | 43  | Classificat per la Copa Llatina |
| 2   | Atlético Bilbao     | 30 | 17 | 6  | 7  | 78 | 46 | +32 | 40  |                                 |
| 3   | Reial Madrid        | 30 | 16 | 6  | 8  | 79 | 50 | +29 | 38  |                                 |
| 4   | Atlètic de Madrid   | 30 | 16 | 5  | 9  | 80 | 57 | +23 | 37  |                                 |
| 5   | València CF         | 30 | 15 | 5  | 10 | 68 | 51 | +17 | 35  |                                 |
| 6   | Sevilla FC          | 30 | 14 | 4  | 12 | 69 | 57 | +12 | 32  |                                 |
| 7   | RCD Espanyol        | 30 | 14 | 4  | 12 | 69 | 62 | +7  | 32  |                                 |
| 8   | Reial Valladolid    | 30 | 9  | 11 | 10 | 47 | 43 | +4  | 29  |                                 |
| 9   | Celta de Vigo       | 30 | 12 | 3  | 15 | 64 | 66 | −2  | 27  |                                 |
| 10  | Reial Societat      | 30 | 11 | 4  | 15 | 60 | 59 | +1  | 26  |                                 |
| 11  | Deportivo La Coruña | 30 | 10 | 5  | 15 | 46 | 70 | −24 | 25  |                                 |
| 12  | Reial Saragossa     | 30 | 10 | 5  | 15 | 54 | 73 | −19 | 25  |                                 |
| 13  | Real Gijón (O)      | 30 | 10 | 5  | 15 | 49 | 75 | −26 | 25  | Promoció                        |
| 14  | Real Santander (O)  | 30 | 9  | 7  | 14 | 45 | 65 | −20 | 25  | Promoció                        |
| 15  | UD Las Palmas (R)   | 30 | 9  | 4  | 17 | 36 | 85 | −49 | 22  | Descens                         |
| 16  | Atlético Tetuán (R) | 30 | 7  | 5  | 18 | 51 | 85 | −34 | 19  | Descens                         |

## Resultats
| Casa \ Fora         | ATB | ATM | TET | BAR | CEL | DEP | ESP | LPA | RGI | RMA | RSA | RSO | SEV | VAL | VAD | ZAR  |
| ------------------- | --- | --- | --- | --- | --- | --- | --- | --- | --- | --- | --- | --- | --- | --- | --- | ---- |
| Atlético Bilbao     | —   | 7–3 | 3–1 | 0–3 | 4–2 | 4–1 | 2–1 | 7–0 | 4–2 | 1–1 | 0–1 | 4–1 | 2–0 | 2–0 | 1–0 | 10–1 |
| Atlètic de Madrid   | 1–2 | —   | 8–0 | 1–1 | 2–1 | 3–1 | 3–3 | 4–0 | 7–3 | 3–2 | 7–2 | 3–1 | 2–1 | 4–0 | 1–1 | 2–1  |
| Atlético Tetuán     | 1–2 | 4–1 | —   | 2–5 | 2–1 | 2–0 | 3–3 | 2–2 | 3–1 | 3–3 | 5–1 | 3–1 | 3–4 | 1–1 | 2–2 | 0–1  |
| FC Barcelona        | 1–0 | 5–2 | 3–2 | —   | 6–1 | 6–1 | 2–0 | 7–0 | 9–3 | 4–2 | 7–1 | 3–1 | 5–3 | 1–3 | 0–0 | 4–1  |
| Celta de Vigo       | 4–1 | 0–3 | 7–0 | 1–2 | —   | 6–1 | 3–3 | 5–2 | 4–1 | 3–2 | 3–0 | 3–1 | 2–0 | 1–1 | 2–1 | 4–1  |
| Deportivo La Coruña | 3–1 | 1–3 | 2–3 | 1–1 | 3–0 | —   | 3–1 | 3–1 | 4–1 | 1–1 | 2–1 | 2–1 | 1–1 | 3–2 | 1–1 | 2–1  |
| RCD Espanyol        | 3–3 | 3–1 | 4–1 | 1–0 | 0–2 | 3–1 | —   | 2–0 | 3–0 | 4–3 | 4–1 | 4–1 | 4–3 | 2–3 | 3–0 | 4–0  |
| UD Las Palmas       | 1–1 | 1–3 | 4–1 | 0–2 | 2–1 | 3–2 | 1–0 | —   | 2–0 | 1–4 | 1–1 | 1–0 | 1–0 | 5–3 | 1–1 | 4–2  |
| Real Gijón          | 1–1 | 0–2 | 3–1 | 3–2 | 1–1 | 0–2 | 3–1 | 4–1 | —   | 2–3 | 3–2 | 2–1 | 4–0 | 2–0 | 1–1 | 2–2  |
| Reial Madrid        | 2–2 | 2–1 | 4–2 | 5–1 | 4–1 | 3–2 | 6–1 | 5–1 | 5–1 | —   | 2–0 | 0–0 | 5–2 | 3–1 | 2–0 | 2–1  |
| Real Santander      | 3–1 | 2–2 | 4–0 | 0–3 | 3–0 | 3–1 | 1–0 | 4–0 | 1–2 | 0–3 | —   | 2–4 | 3–1 | 2–1 | 2–2 | 2–2  |
| Reial Societat      | 1–4 | 6–1 | 1–0 | 4–2 | 4–1 | 7–1 | 3–0 | 3–0 | 1–2 | 3–1 | 1–1 | —   | 3–3 | 1–2 | 3–1 | 2–0  |
| Sevilla FC          | 2–0 | 3–1 | 3–2 | 3–0 | 3–1 | 2–0 | 3–2 | 5–0 | 3–3 | 4–1 | 5–0 | 2–2 | —   | 6–1 | 4–1 | 2–1  |
| València CF         | 2–3 | 3–0 | 5–1 | 2–2 | 7–2 | 3–0 | 4–1 | 3–0 | 3–0 | 2–1 | 1–1 | 4–0 | 2–0 | —   | 3–0 | 2–2  |
| Reial Valladolid    | 2–2 | 1–1 | 3–0 | 1–1 | 3–0 | 5–0 | 1–3 | 4–1 | 4–1 | 2–1 | 1–1 | 4–1 | 2–1 | 1–2 | —   | 1–0  |
| Reial Saragossa     | 2–4 | 0–5 | 3–1 | 2–4 | 3–2 | 1–1 | 5–6 | 6–0 | 2–1 | 1–1 | 1–0 | 3–2 | 3–0 | 4–2 | 2–1 | —    |

### Promoció
| Pos | Equip          | PJ | PG | PE | PP | GF | GC | DG  | Pts | Classificació     |
| --- | -------------- | -- | -- | -- | -- | -- | -- | --- | --- | ----------------- |
| 1   | Mestalla (O)   | 10 | 5  | 4  | 1  | 27 | 10 | +17 | 14  | A Segona Divisió  |
| 2   | Real Gijón (O) | 10 | 5  | 3  | 2  | 20 | 14 | +6  | 13  | A Primera Divisió |
| 3   | Real Santander | 10 | 5  | 1  | 4  | 27 | 20 | +7  | 11  | A Primera Divisió |
| 4   | CE Alcoià      | 10 | 4  | 1  | 5  | 23 | 21 | +2  | 9   | A Segona Divisió  |
| 5   | CD Logroñés    | 10 | 3  | 2  | 5  | 11 | 21 | −10 | 8   | A Segona Divisió  |
| 6   | Ferrol         | 10 | 2  | 1  | 7  | 13 | 35 | −22 | 5   | A Segona Divisió  |

1. ↑  Mestalla no podia ascendir per ser filial del València CF.

| Casa \ Fora    | ALC | FER  | LOG | MES | RGI | RSA |
| -------------- | --- | ---- | --- | --- | --- | --- |
| CE Alcoià      | —   | 4–3  | 7–2 | 2–2 | 3–4 | 4–2 |
| Ferrol         | 1–0 | —    | 2–0 | 1–4 | 1–3 | 3–7 |
| CD Logroñés    | 1–0 | 1–1  | —   | 1–1 | 3–2 | 2–0 |
| Mestalla       | 2–0 | 4–0  | 5–1 | —   | 2–2 | 6–1 |
| Real Gijón     | 1–2 | 2–1  | 1–0 | 1–1 | —   | 3–0 |
| Real Santander | 3–1 | 10–0 | 2–0 | 1–0 | 1–1 | —   |

### Resultats finals
- Campió: FC Barcelona.
- Descensos: UD Las Palmas i Atlético Tetuán.
- Ascensos: Reial Oviedo i CD Málaga.
- Màxim golejador:  Pahiño (Reial Madrid).
- Porter menys golejat:  Antoni Ramallets (FC Barcelona).

## Màxims golejadors
| Posició | Jugador         | Equip             | Gols |
| ------- | --------------- | ----------------- | ---- |
| 1       | Pahiño          | Reial Madrid      | 28   |
| 2       | László Kubala   | FC Barcelona      | 26   |
| 3       | César Rodríguez | FC Barcelona      | 23   |
| 4       | Hermidita       | Celta de Vigo     | 21   |
| 5       | Juan Araujo     | Sevilla FC        | 20   |
| 5       | Adolfo Atienza  | Celta de Vigo     | 18   |
| 5       | Manuel Badenes  | València CF       | 18   |
| 7       | Roque Olsen     | Reial Madrid      | 17   |
| 8       | Venancio        | Athletic Club     | 16   |
| 8       | Josep Juncosa   | Atlètic de Madrid | 16   |
| 10      | Josep Egea      | RCD Espanyol      | 15   |
| 10      | Luis Molowny    | Reial Madrid      | 15   |

## Porter menys golejat
| Posició | Jugador          | Equip        | Gols | Partits | Mitjana |
| ------- | ---------------- | ------------ | ---- | ------- | ------- |
| 1       | Antoni Ramallets | FC Barcelona | 40   | 28      | 1,42    |